# Texas Open
Het Texas Open is een golftoernooi in de Verenigde Staten en maakt deel uit van de Amerikaanse PGA Tour. Het toernooi vindt altijd plaats in San Antonio, Texas, en vindt sinds 2010 plaats op de TPC San Antonio.

## Geschiedenis
De eerste editie was in 1922. Nadat het toernooi achttien keer onder de naam Texas Open was gespeeld werden de namen van diverse sponsors aan de naam toegevoegd. Sinds 2002 is de naam van het toernooi het Valera Texas Open.
Arnold Palmer is de enige speler die het toernooi drie keer achter elkaar won. Het baanrecord staat op naam van Tommy Armour III (254 in 2003). In 2009 werd het prijzengeld verhoogd tot ruim $ 6.000.000 waarvan de winnaar ruim een miljoen dollar krijgt. Bovendien krijgt de winnaar 500 punten voor de FedEx Cup.

## Winnaars
| Jaar                            | Baan                                                     | Winnaar                                                  | Score                                                    | Score                                                    | 1ste prijs ($)                                           | Totaal ($)                                               | Informatie                                               |
| Texas Open                      | Texas Open                                               | Texas Open                                               | Texas Open                                               | Texas Open                                               | Texas Open                                               | Texas Open                                               | Texas Open                                               |
| ------------------------------- | -------------------------------------------------------- | -------------------------------------------------------- | -------------------------------------------------------- | -------------------------------------------------------- | -------------------------------------------------------- | -------------------------------------------------------- | -------------------------------------------------------- |
| 1922                            | Brackenridge Park Golf Course                            | ?? Robert MacDonald                                      | 281                                                      |                                                          | 1.500                                                    | 5.000                                                    | [ 1 ]                                                    |
| 1923                            | Brackenridge Park Golf Course                            | Walter Hagen po                                          | 279                                                      |                                                          | 1.500                                                    | 6.000                                                    | [ 2 ] [ 3 ]                                              |
| 1924                            | Brackenridge Park Golf Course                            | Joe Kirkwood sr.                                         | 279                                                      |                                                          | 1.500                                                    | 6.000                                                    | [ 4 ]                                                    |
| 1925                            | Brackenridge Park Golf Course                            | Joe Turnesa                                              | 284                                                      | par                                                      | 1.500                                                    | 6.000                                                    | [ 5 ]                                                    |
| 1926                            | Brackenridge Park Golf Course                            | Macdonald Smith                                          | 288                                                      | +4                                                       | 1.500                                                    | 8.000                                                    | [ 6 ] [ 7 ] [ 8 ]                                        |
| 1927                            | Willow Springs Golf Course                               | Bobby Cruickshank                                        | 292                                                      | +8                                                       | 1.500                                                    | 10.000                                                   | [ 9 ] [ 10 ] [ 11 ]                                      |
| 1928                            | Willow Springs Golf Course                               | Bill Mehlhorn                                            | 297                                                      | +13                                                      | 1.500                                                    | 6.500                                                    | [ 12 ] [ 13 ]                                            |
| 1929                            | Brackenridge Park Golf Course                            | Bill Mehlhorn                                            | 277                                                      | –7                                                       | 1.500                                                    | 6.500                                                    | [ 14 ] [ 15 ]                                            |
| 1930                            | Brackenridge Park Golf Course                            | Denny Shute                                              | 277                                                      | –7                                                       | 1.500                                                    | 7.500                                                    | [ 16 ] [ 17 ]                                            |
| 1931                            | Brackenridge Park Golf Course                            | Abe Espinosa                                             | 281                                                      | –3                                                       | 1.500                                                    | 6.000                                                    | [ 18 ] [ 19 ]                                            |
| 1932                            | Brackenridge Park Golf Course                            | Clarence Clark                                           | 287                                                      | +3                                                       | 600                                                      | 2.500                                                    | [ 20 ] [ 21 ]                                            |
| 1934                            | Brackenridge Park Golf Course                            | Wiffy Cox                                                | 283                                                      | –5                                                       | 750                                                      | 2.500                                                    | [ 22 ] [ 23 ]                                            |
| 1935                            | Geen toernooi                                            | Geen toernooi                                            | Geen toernooi                                            | Geen toernooi                                            | Geen toernooi                                            | Geen toernooi                                            | Geen toernooi                                            |
| 1936                            | Geen toernooi                                            | Geen toernooi                                            | Geen toernooi                                            | Geen toernooi                                            | Geen toernooi                                            | Geen toernooi                                            | Geen toernooi                                            |
| 1937                            | Geen toernooi                                            | Geen toernooi                                            | Geen toernooi                                            | Geen toernooi                                            | Geen toernooi                                            | Geen toernooi                                            | Geen toernooi                                            |
| 1938                            | Geen toernooi                                            | Geen toernooi                                            | Geen toernooi                                            | Geen toernooi                                            | Geen toernooi                                            | Geen toernooi                                            | Geen toernooi                                            |
| 1939                            | Brackenridge Park Golf Course                            | Dutch Harrison                                           | 271                                                      | –13                                                      | 1.250                                                    | 5.000                                                    | [ 24 ] [ 25 ]                                            |
| 1940                            | Brackenridge Park Golf Course                            | Byron Nelson po                                          | 271                                                      | –13                                                      | 1.500                                                    | 5.000                                                    | [ 26 ] [ 27 ] [ 28 ]                                     |
| 1941                            | Willow Springs Golf Course                               | Lawson Little                                            | 273                                                      | –11                                                      | 1.200                                                    | 5.000                                                    | [ 29 ]                                                   |
| 1942                            | Willow Springs Golf Course                               | Chick Harbert po                                         | 272                                                      | –12                                                      | 1.000                                                    | 5.000                                                    | [ 30 ] [ 31 ]                                            |
| 1943                            | geen toernooi wegens de Tweede Wereldoorlog              | geen toernooi wegens de Tweede Wereldoorlog              | geen toernooi wegens de Tweede Wereldoorlog              | geen toernooi wegens de Tweede Wereldoorlog              | geen toernooi wegens de Tweede Wereldoorlog              | geen toernooi wegens de Tweede Wereldoorlog              | geen toernooi wegens de Tweede Wereldoorlog              |
| 1944                            | Willow Springs Golf Course                               | Johnny Revolta                                           | 273                                                      | –11                                                      | 1.000                                                    | 5.000                                                    | [ 32 ] [ 33 ]                                            |
| 1945                            | Willow Springs Golf Course                               | Sammy Byrd                                               | 268                                                      | –16                                                      | 1.000                                                    | 5.000                                                    | [ 34 ] [ 35 ]                                            |
| San Antonio Texas Open          |                                                          |                                                          |                                                          |                                                          |                                                          |                                                          |                                                          |
| 1946                            | Willow Springs Golf Course                               | Ben Hogan                                                | 264                                                      | –20                                                      | 1.500                                                    | 7.500                                                    | [ 36 ]                                                   |
| 1947                            | Willow Springs Golf Course                               | Ed Oliver                                                | 265                                                      | –19                                                      | 2.000                                                    | 10.000                                                   | [ 37 ]                                                   |
| Texas Open                      |                                                          |                                                          |                                                          |                                                          |                                                          |                                                          |                                                          |
| 1948                            | Willow Springs Golf Course                               | Sam Snead                                                | 264                                                      | –20                                                      | 2.000                                                    | 10.000                                                   | [ 38 ]                                                   |
| 1949                            | Willow Springs Golf Course                               | Dave Douglas                                             | 268                                                      | –16                                                      | 2.000                                                    | 10.000                                                   | [ 39 ]                                                   |
| 1950                            | Brackenridge Park Golf Course                            | Sam Snead                                                | 265                                                      | –19                                                      | 2.000                                                    | 10.000                                                   | [ 40 ]                                                   |
| 1951                            | Fort Sam Houston Golf Course                             | Dutch Harrison po                                        | 265                                                      | –19                                                      | 2.000                                                    | 10.000                                                   | [ 41 ] [ 42 ]                                            |
| 1952                            | Brackenridge Park Golf Course                            | Jack Burke jr.                                           | 260                                                      | –24                                                      | 2.000                                                    | 10.000                                                   | [ 43 ] [ 44 ]                                            |
| 1953                            | Brackenridge Park Golf Course                            | Tony Holguin                                             | 264                                                      | –20                                                      | 2.000                                                    | 10.000                                                   | [ 45 ]                                                   |
| 1954                            | Brackenridge Park Golf Course                            | Chandler Harper                                          | 259                                                      | –25                                                      | 2.200                                                    | 12.500                                                   | [ 46 ]                                                   |
| 1955                            | Brackenridge Park Golf Course                            | Mike Souchak                                             | 257                                                      | –27                                                      | 2.200                                                    | 12.500                                                   | [ 47 ]                                                   |
| Texas Open Invitational         |                                                          |                                                          |                                                          |                                                          |                                                          |                                                          |                                                          |
| 1956                            | Fort Sam Houston Golf Course                             | Gene Littler                                             | 276                                                      | –12                                                      | 3.750                                                    | 20.000                                                   | [ 48 ]                                                   |
| 1957                            | Brackenridge Park Golf Course                            | Jay Hebert                                               | 271                                                      | –13                                                      | 2.800                                                    | 20.000                                                   | [ 49 ]                                                   |
| 1958                            | Brackenridge Park Golf Course                            | Bill Johnston                                            | 274                                                      | –10                                                      | 2.000                                                    | 15.000                                                   | [ 50 ]                                                   |
| 1959                            | Brackenridge Park Golf Course                            | Wes Ellis                                                | 276                                                      | –8                                                       | 2.800                                                    | 20.000                                                   | [ 51 ]                                                   |
| 1960                            | Fort Sam Houston Golf Course                             | Arnold Palmer                                            | 276                                                      | –12                                                      | 2.800                                                    | 20.000                                                   | [ 52 ]                                                   |
| 1961                            | Oak Hills Country Club                                   | Arnold Palmer                                            | 270                                                      | –10                                                      | 4.300                                                    | 30.000                                                   | [ 53 ]                                                   |
| 1962                            | Oak Hills Country Club                                   | Arnold Palmer                                            | 273                                                      | –7                                                       | 4.300                                                    | 30.000                                                   | [ 54 ]                                                   |
| 1963                            | Oak Hills Country Club                                   | Phil Rodgers                                             | 268                                                      | –12                                                      | 4.300                                                    | 30.000                                                   | [ 55 ]                                                   |
| 1964                            | Oak Hills Country Club                                   | Bruce Crampton                                           | 273                                                      | –7                                                       | 5.800                                                    | 40.000                                                   | [ 56 ]                                                   |
| 1965                            | Oak Hills Country Club                                   | Frank Beard                                              | 270                                                      | –10                                                      | 7.500                                                    | 50.000                                                   | [ 57 ]                                                   |
| 1966                            | Oak Hills Country Club                                   | Harold Henning                                           | 272                                                      | –8                                                       | 13.000                                                   | 80.000                                                   | [ 58 ]                                                   |
| 1967                            | Pecan Valley Golf Club                                   | Chi-Chi Rodríguez                                        | 277                                                      | –7                                                       | 20.000                                                   | 100.000                                                  | [ 59 ]                                                   |
| 1968                            | Geen toernooi, want de club ontving het PGA Championship | Geen toernooi, want de club ontving het PGA Championship | Geen toernooi, want de club ontving het PGA Championship | Geen toernooi, want de club ontving het PGA Championship | Geen toernooi, want de club ontving het PGA Championship | Geen toernooi, want de club ontving het PGA Championship | Geen toernooi, want de club ontving het PGA Championship |
| 1969                            | Pecan Valley Golf Club                                   | Deane Beman po                                           | 274                                                      | –10                                                      | 20.000                                                   | 100.000                                                  | [ 60 ]                                                   |
| San Antonio Open Invitational   |                                                          |                                                          |                                                          |                                                          |                                                          |                                                          |                                                          |
| 1970                            | Pecan Valley Golf Club                                   | Ron Cerrudo                                              | 273                                                      | –7                                                       | 20.000                                                   | 100.000                                                  |                                                          |
| San Antonio Texas Open          |                                                          |                                                          |                                                          |                                                          |                                                          |                                                          |                                                          |
| 1971                            | niet gespeeld                                            | niet gespeeld                                            | niet gespeeld                                            | niet gespeeld                                            | niet gespeeld                                            | niet gespeeld                                            | niet gespeeld                                            |
| 1972                            | Woodlake Golf Club                                       | Mike Hill                                                | 273                                                      | –15                                                      | 25.000                                                   | 125.000                                                  |                                                          |
| 1973                            | Woodlake Golf Club                                       | Ben Crenshaw                                             | 270                                                      | –14                                                      | 25.000                                                   | 125.000                                                  |                                                          |
| 1974                            | Woodlake Golf Club                                       | Terry Diehl                                              | 269                                                      | –19                                                      | 25.000                                                   | 125.000                                                  |                                                          |
| 1975                            | Woodlake Golf Club                                       | Don January po                                           | 275                                                      | –13                                                      | 25.000                                                   | 125.000                                                  |                                                          |
| 1976                            | Woodlake Golf Club                                       | Butch Baird po                                           | 273                                                      | –15                                                      | 25.000                                                   | 125.000                                                  |                                                          |
| 1977                            | Oak Hills Country Club                                   | Hale Irwin                                               | 266                                                      | –14                                                      | 30.000                                                   | 150.000                                                  |                                                          |
| 1978                            | Oak Hills Country Club                                   | Ron Streck                                               | 265                                                      | –15                                                      | 40.000                                                   | 200.000                                                  |                                                          |
| 1979                            | Oak Hills Country Club                                   | Lou Graham                                               | 268                                                      | –12                                                      | 45.000                                                   | 250.000                                                  |                                                          |
| 1980                            | Oak Hills Country Club                                   | Lee Trevino                                              | 265                                                      | –15                                                      | 45.000                                                   | 250.000                                                  |                                                          |
| Texas Open                      |                                                          |                                                          |                                                          |                                                          |                                                          |                                                          |                                                          |
| 1981                            | Oak Hills Country Club                                   | Bill Rogers po                                           | 266                                                      | –14                                                      | 45.000                                                   | 250.000                                                  |                                                          |
| 1982                            | Oak Hills Country Club                                   | Jay Haas                                                 | 262                                                      | –18                                                      | 45.000                                                   | 250.000                                                  |                                                          |
| 1983                            | Oak Hills Country Club                                   | Jim Colbert                                              | 261                                                      | –19                                                      | 54.000                                                   | 300.000                                                  |                                                          |
| 1984                            | Oak Hills Country Club                                   | Calvin Peete                                             | 266                                                      | –14                                                      | 63.000                                                   | 350.000                                                  |                                                          |
| 1985                            | Oak Hills Country Club                                   | John Mahaffey po                                         | 268                                                      | –12                                                      | 63.000                                                   | 350.000                                                  |                                                          |
| Vantage Championship            |                                                          |                                                          |                                                          |                                                          |                                                          |                                                          |                                                          |
| 1986                            | Oak Hills Country Club                                   | Ben Crenshaw                                             | 196                                                      | –14                                                      | 180.000                                                  | 1.000.000                                                |                                                          |
| Texas Open                      |                                                          |                                                          |                                                          |                                                          |                                                          |                                                          |                                                          |
| 1987                            | niet gespeeld                                            | niet gespeeld                                            | niet gespeeld                                            | niet gespeeld                                            | niet gespeeld                                            | niet gespeeld                                            | niet gespeeld                                            |
| 1988                            | Oak Hills Country Club                                   | Corey Pavin                                              | 259                                                      | –21                                                      | 108.000                                                  | 600.000                                                  |                                                          |
| 1989                            | Oak Hills Country Club                                   | Donnie Hammond                                           | 258                                                      | –22                                                      | 108.000                                                  | 600.000                                                  |                                                          |
| H.E.B. Texas Open               |                                                          |                                                          |                                                          |                                                          |                                                          |                                                          |                                                          |
| 1990                            | Oak Hills Country Club                                   | Mark O'Meara                                             | 261                                                      | –19                                                      | 144.000                                                  | 800.000                                                  |                                                          |
| 1991                            | Oak Hills Country Club                                   | Blaine McCallister po                                    | 269                                                      | –11                                                      | 162.000                                                  | 900.000                                                  |                                                          |
| 1992                            | Oak Hills Country Club                                   | Nick Price po                                            | 263                                                      | –25                                                      | 162.000                                                  | 900.000                                                  |                                                          |
| 1993                            | Oak Hills Country Club                                   | Jay Haas po                                              | 263                                                      | –21                                                      | 180.000                                                  | 1.000.000                                                |                                                          |
| Texas Open                      |                                                          |                                                          |                                                          |                                                          |                                                          |                                                          |                                                          |
| 1994                            | Oak Hills Country Club                                   | Bob Estes                                                | 265                                                      | –19                                                      | 180.000                                                  | 1.000.000                                                |                                                          |
| La Cantera Texas Open           |                                                          |                                                          |                                                          |                                                          |                                                          |                                                          |                                                          |
| 1995                            | La Cantera Golf Club                                     | Duffy Waldorf                                            | 268                                                      | –20                                                      | 198.000                                                  | 1.100.000                                                |                                                          |
| 1996                            | La Cantera Golf Club                                     | David Ogrin                                              | 275                                                      | –13                                                      | 216.000                                                  | 1.200.000                                                |                                                          |
| 1997                            | La Cantera Golf Club                                     | Tim Herron                                               | 271                                                      | –17                                                      | 252.000                                                  | 1.400.000                                                |                                                          |
| Westin Texas Open               |                                                          |                                                          |                                                          |                                                          |                                                          |                                                          |                                                          |
| 1998                            | La Cantera Golf Club                                     | Hal Sutton                                               | 270                                                      | –18                                                      | 306.000                                                  | 1.700.000                                                |                                                          |
| 1999                            | La Cantera Golf Club                                     | Duffy Waldorf po                                         | 270                                                      | –18                                                      | 360.000                                                  | 2.000.000                                                |                                                          |
| Westin Texas Open at La Cantera |                                                          |                                                          |                                                          |                                                          |                                                          |                                                          |                                                          |
| 2000                            | La Cantera Golf Club                                     | Justin Leonard                                           | 261                                                      | –19                                                      | 468.000                                                  | 2.600.000                                                |                                                          |
| Texas Open at La Cantera        |                                                          |                                                          |                                                          |                                                          |                                                          |                                                          |                                                          |
| 2001                            | La Cantera Golf Club                                     | Justin Leonard                                           | 266                                                      | –18                                                      | 540.000                                                  | 3.000.000                                                |                                                          |
| Valero Texas Open               |                                                          |                                                          |                                                          |                                                          |                                                          |                                                          |                                                          |
| 2002                            | La Cantera Golf Club                                     | Loren Roberts                                            | 261                                                      | –19                                                      | 630.000                                                  | 3.500.000                                                |                                                          |
| 2003                            | La Cantera Golf Club                                     | Tommy Armour III                                         | 254                                                      | –26                                                      | 630.000                                                  | 3.500.000                                                |                                                          |
| 2004                            | La Cantera Golf Club                                     | Bart Bryant                                              | 261                                                      | –19                                                      | 630.000                                                  | 3.500.000                                                |                                                          |
| 2005                            | La Cantera Golf Club                                     | Robert Gamez                                             | 262                                                      | –18                                                      | 630.000                                                  | 3.500.000                                                |                                                          |
| 2006                            | La Cantera Golf Club                                     | Eric Axley                                               | 265                                                      | –15                                                      | 720.000                                                  | 4.000.000                                                |                                                          |
| 2007                            | La Cantera Golf Club                                     | Justin Leonard po                                        | 261                                                      | –19                                                      | 810.000                                                  | 4.500.000                                                |                                                          |
| 2008                            | La Cantera Golf Club                                     | Zach Johnson                                             | 261                                                      | –19                                                      | 810.000                                                  | 4.500.000                                                |                                                          |
| 2009                            | La Cantera Golf Club                                     | Zach Johnson po                                          | 265                                                      | –15                                                      | 1.098.000                                                | 6.100.000                                                |                                                          |
| 2010                            | TPC San Antonio                                          | Adam Scott                                               | 274                                                      | –14                                                      | 1.098.000                                                | 6.100.000                                                |                                                          |
| 2011                            | TPC San Antonio                                          | Brendan Steele                                           | 280                                                      | –8                                                       | 1.116.000                                                | 6.200.000                                                |                                                          |
| 2012                            | TPC San Antonio                                          | Ben Curtis                                               | 280                                                      | –8                                                       | 1.026.000                                                | 6.200.000                                                |                                                          |
| 2013                            | TPC San Antonio                                          | Martin Laird                                             | 174                                                      | –14                                                      | 1.026.000                                                | 6.200.000                                                |                                                          |
| 2014                            | TPC San Antonio                                          | Steven Bowditch                                          | 280                                                      | –8                                                       | 1.116.000                                                | 6.200.000                                                | Eerste PGA Tour-zege                                     |
| 2015                            | TPC San Antonio                                          | Jimmy Walker                                             | 277                                                      | –11                                                      | 1.116.000                                                | 6.200.000                                                |                                                          |

| Toernooirecord |  | po = winnaar na play-off |